# Die Insel der Glücklichen
Die Insel der Glücklichen ist ein deutscher Spielfilm von 1919.

## Handlung
Fürst Erik, glücklos in einer reinen Zweckehe verheiratet, verliebt sich in Kate Wenningx, die Tochter des Senators Dr. Wenningx. Er nimmt sie auf eine Insel – die Insel der Glücklichen –, die zu seinem Besitz gehört, mit und verbringt dort einige Zeit sorgenfrei mit ihr. Doch diese geht zu Ende, als Kates Vater die Revolution ausruft. Die Revolutionäre ziehen vor Eriks Schloss und erreichen die Abdankung des Fürsten. Daraufhin erklärt Kate ihrem Vater die Verbindung zu Erik, der sie – entsetzt darüber – verstößt. Ein Jahr danach versucht die eifersüchtige Fürstin Kate, die mittlerweile von Erik schwanger ist, sie zu ermorden. Kate überlebt jedoch. Ihr Vater sucht sie im Krankenhaus aus. Eine Versöhnung findet statt.

## Hintergrund
Produktionsfirma war die Decla-Film-Ges. Holz & Co. Berlin. Die Bauten erschufen Hermann Warm und Carl Ludwig Kirmse. Der Film hatte eine Länge von 1.496 Metern, ca. 73 Minuten. Die Zensurprüfung fand im Juli 1919 statt, die Uraufführung dann am 4. September 1919.

## Kritik
„Ein Filmspiel mit starken Effektszenen, in seinem ersten Akter verheißungsvoll einsetzend, aber schließlich doch nicht zu den gehegten Erwartungen auslaufend. Etwas weniger wäre vielleicht auch in diesem Falle mehr gewesen.“